# Viléma Meistera léta učednická
Viléma Meistera léta učednická (Wilhelm Meisters Lehrjahre) je román německého básníka, dramatika a prozaika Johanna Wolfganga Goetha poprvé vydaný v letech 1795–1796. Je považován za prototyp německého žánru bildungsroman (tedy „vzdělávacího“, resp. „výchovného románu“), protože zachycuje formování osobnosti hlavního hrdiny od mládí na práh zralosti.

## Vznik a charakteristika románu
Vilém Meister patří společně s Faustem k celoživotním Goethovým tématům. Již v letech 1777-1786 vznikl fragment Viléma Meistera divadelní poslání (Wilhelm Meisters theatralische Sendung), který byl objeven až roku 1910 (do té doby byl považován za ztracený) a vydán roku 1911. Toto dílo, skládající se ze šesti z původně plánovaných dvanácti knih, popisuje snahu jedince osvobodit se z omezeného měšťanského prostředí a najít vnitřní naplnění a společenskou užitečnost v divadelní dráze. Vilém Meister se měl stát divadelním reformátorem a zakladatelem německého národního divadla a měl pozvednout herecký stav po stránce umělecké.

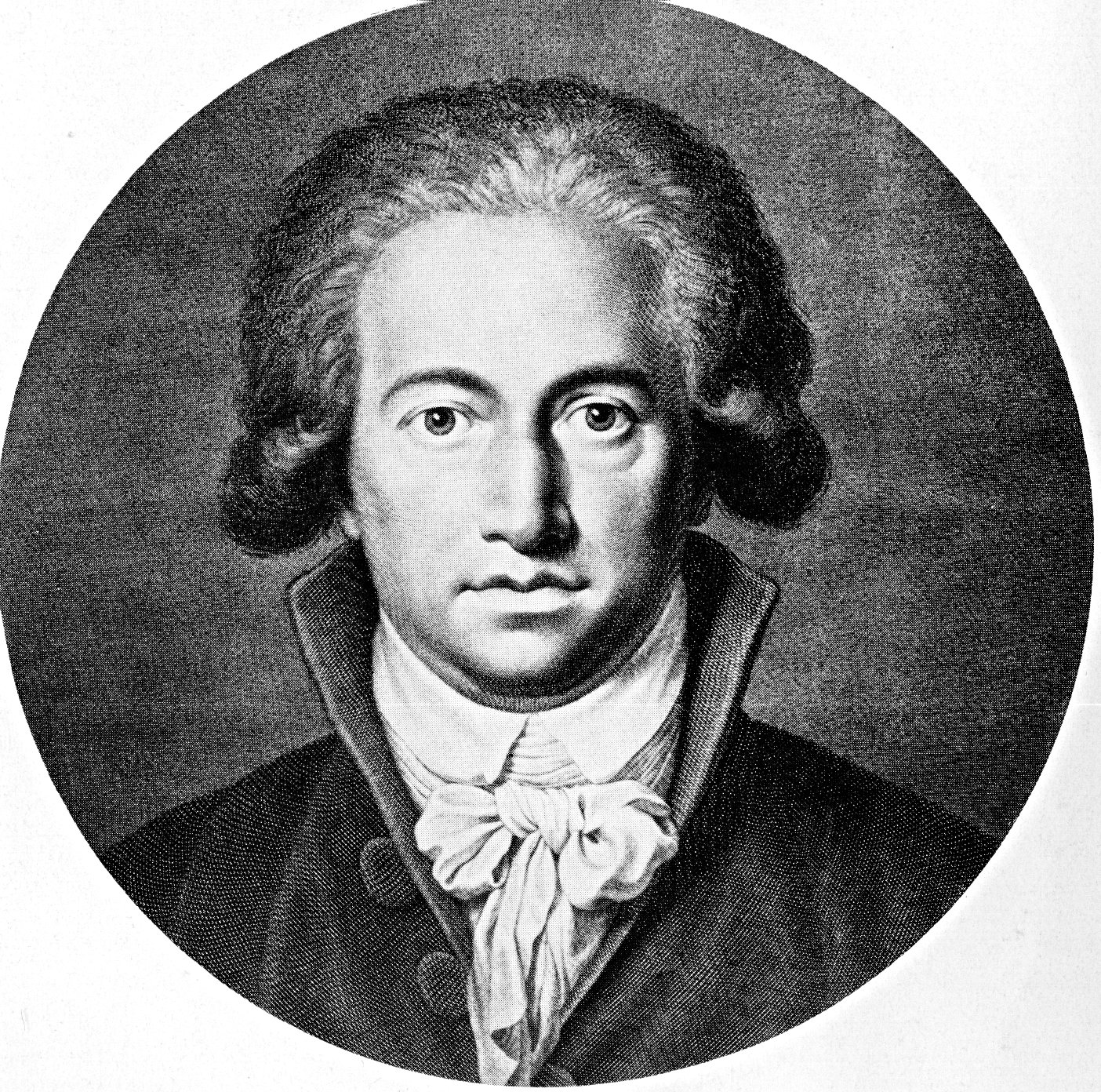
Portrét Goetheho z roku 1791 od Johanna Heinricha Lipse

Přepracováním a zásadním myšlenkovým rozšířením tohoto raného díla vznikl román Viléma Meistera léta učednická, ve kterém Goethe překonal svou iluzi, že plného rozvoje lidské osobnosti lze dosáhnout pouze uměleckou existencí, která není vázána umrtvujícími společenskými konvencemi. Vilém Meister poznává neúčinnost této existence a dospívá k aktivní účasti na společenském životě. Tento Vilémův výchovný proces je v románu prezentován řadou postav, které mají výrazně symbolizující funkci.
Schéma bildungsromanu je však částečně zrelativizováno použitím prostředků dobrodružného románu, jako jsou tajná bratrstva, iracionální temné síly i zvláštní postavy (jako například androgynní záhadná dívka Mignon), které náhodně zasahují do hrdinova vývoje a ukazují tak nepropočitatelnost lidského života.
Román měl značný vliv na evropskou literaturu. Literární kritik a teoretik romantismu Friedrich Schlegel v něm viděl jeden ze zdrojů romantické literatury a v tomto ohledu srovnával jeho význam s Velkou francouzskou revolucí. Arthur Schopenhauer považoval román za jeden ze čtyř největších románů, jaké kdy byly napsány (společně s Důmyslným rytířem donem Quijotem de la Mancha, Životem a názory blahorodého pana Tristrama Shandyho a Julií aneb Novou Heloisou).
Dílo je první částí zamýšleného rozsáhlého autorova projektu, který se Goethovi nepodařilo dokončit. Druhá část, Viléma Meistera léta tovaryšská aneb Odříkání (Wilhelm Meisters Wanderjahre oder Die Entsagenden), vyšla roku 1821 (definitivní verze 1829), třetí (Léta mistrovská) již Goethe nenapsal.

## Obsah románu
Vilém Meister je talentovaný měšťanský syn. Otcovým kupeckým řemeslem zhluboka opovrhuje, hledá svobodu v umění, zejména v divadle, a plánuje otcův dům opustit. Je přesvědčen o svém nadání a věří, že se dočká divadelní slávy. Zamiluje se do mladé herečky Mariany, kterou mu jeho přítel a pozdější švagr Werner rozmlouvá. Werner je úspěšný obchodník, zajímá se prakticky jen o to, co souvisí s obchodem, a doufá, že se Vilém jako budoucí podnikatel změní.
Vilém následně prožije velký citový otřes. Mariana má bohatého ctitele Norberga a Vilém je přesvědčen, že je mu nevěrná. Je tím zdrcen, Marianu opouští a věnuje se obchodu. O tři roky později se na své obchodní cestě seznámí s herečkou Filinou (v románu reprezentuje smyslovost) a její skupinou herců, ke které se přidá a pro kterou píše scénáře her. Filina se marně snaží navázat s Vilémem milenecký vztah.

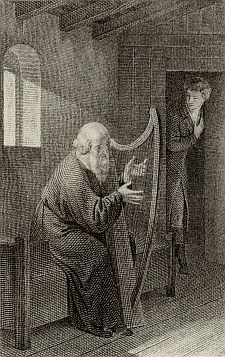
Harfeník, ilustrace Gustava Heinricha Naeckeho

Na svém hereckém putování se seznámí s řadou zvláštních lidí. Patří mezi ně záhadná asi třináctiletá dívka s chlapeckými rysy jménem Mignon, která mluví lámanou němčinou s trochou francouzštiny a italštiny. Vilém jí koupí za sto dukátů od principála italských cirkusových kejklířů a miluje ji jako vlastní dceru. Záhadnou postavou je také tzv. harfeník, pološílený stařec, který svou přezdívku získal proto, že krásně hraje na harfu. Harfeník pro Mignon opraví loutnu, a ta za jejího doprovodu zazpívá píseň Znáš onu zem? (Kennst du das Land?), která patří mezi nejslavnější básně v německém jazyce a vyjadřuje touhu po Itálii (objevila se již v díle Viléma Meistera divadelní poslání). Když se Vilém Mignon zeptá, proč tak touží po Itálii, neodpoví mu.
Kromě těchto dvou postav se Vilém setkává s tajemnými cizinci, kteří se ho snaží vyvést z jeho egocentrismu. Jde o členy tajné Společnosti věže, jejímž duchovním otcem je muž zvaný abbé. Společnost se skládá z nejlepších příslušníků šlechty i měšťanstva a její jednotlivé členy autor volil tak, aby všichni dohromady tvořili ideálního vychovatele i ideální výsledek výchovy. Patří mezi ně Lothario, jakýsi Vilémův průvodce na cestě do Společnosti věže, jeho krásná sestra Natálie, představující v podstatě utopický ideál výchovy, a Jarno, který od začátku kritizuje Vilémovo herectví (hraje prý jen sán sebe) a přesvědčuje ho, aby se divadelní kariéry vzdal.
Herecká skupina s Vilémem je pozvána hrát na zámek k hraběti a hraběnce, do které se Vitém zamiluje. Když se herci ze zámku vrací, přepadnou je lupiči a Vilém je při boji s nimi zraněn. Stará se o něho krásná dívka (je to Natálie), kterou Vilém nazývá svou amazonkou a neustále na ni myslí.
Vilém s herci navštíví svého přítele, divadelníka Serla, vstoupí do jeho služeb. Filona a herci úspěšně sehrají Vilémem upraveného Hamleta. V noci po oslavě se k němu do lože vkrade neznámá žena, se kterou Vilém stráví noc. U Serla pozná také jeho sestru, herečku Aurelii, která se stará o malého chlapce Felixe. Aurelie miluje Lotharia, který ji ale opustil. V domě, kde herecká je skupina ubytována, dojde k požáru. Mignon Viléma varuje, že harfeník, který vykazuje stále větší příznaky šílenství, chce zabít Felixe. Vilém je přesvědčen, že dům zapálil on a dá ho na starost jednomu duchovnímu, který k němu přivede lékaře. Od lékaře Vilém dostane rukopis s názvem Zpověď krásné duše. Mezitím se Serlo rozhodne, že Viléma i herce propustí, protože se ve svém divadle chce zaměřit pouze na operu a činohru již hrát nebude, aby ušetřil.
Aurelie je dlouhodobě nemocná a utápí se v depresích. Vilém jí přečte Zpověď krásné duše, která na ní má utěšující vliv. Odpustí Lothariovi a napíše mu dopis, který předá Vilémovi s prosbou, aby mu jej po její smrti odevzdal. Brzy nato zemře a Vilém, který pociťuje Serlův chlad a špatnou náladu i napětí mezi herci, je nakonec rád, že může soubor opustit a vydat se na cestu.
Zpověď krásné duše (Bekenntnisse einer schönen Seele) tvoří celou šestou knihu románu. Jde o volně vložený příběh, ve kterém Goethe líčí, někdy asi s doslovným použitím jejích zápisků, životní osudy Susanny von Klettenberg (1723-1774), přítelkyně Goethovy matky, abatyše a náboženské spisovatelky, která měla velký vliv na Goethův vývoj v dospívání. V románu jde o tetu Lotharia a Natálie.
Vilém předá Aureliin dopis Lothariovi a ten jej následně uvede do Společnosti věže, kde se setká s Jarnem a také s Natálií. Zjistí také, že hraběnka je Natáliina sestra. Ve společnosti věže dozraje jeho přechod ze zdánlivého divadelního světa do světa skutečného. Vlivem prožitých událostí pozná Vilém hmotnou i morální bídu hereckého stavu i jeho neutěšené společenské postavení, což jej definitivně vyléčí z jeho iluzí. Vilém přijímá koncepci užitečné společenské činnosti, ztrácí odpor ke kupeckému stavu a od abbého dostává svůj výuční list. Společnost je totiž organizována jako symbolická podoba řemesla, a proto označuje své členy jako učedníky, tovaryše a mistry. Při zasvěcení dostane každý nový člen svitek obsahující určitou část znalostí světa, které si společnost archivuje. Vilémův svitek obsahuje zásadní Goethovy myšlenky o výchově.
Od bývalé služebné Mariany se dozví, že mu Mariana nebyla nevěrná a že mu psala dopisy, kde se mu snažila vše vysvětlit. Dopisy ale zadržel Werner, protože se domníval, že bez nich Vilém snáze zapomene. Mariana čekala s Vilémem dítě a zemřela při jeho porodu. Tím dítětem je Felix, o kterého se Aurelie starala, protože jí služebná řekla, že je to syn Lotharia. Vilém také zjistí, že je možná otcem dítěte, které čeká Filina, protože to byla ona, která s ním strávila noc po premiéře Hamleta. Filina má však jiného nápadníka, který je přesvědčen, že dítě je jeho.

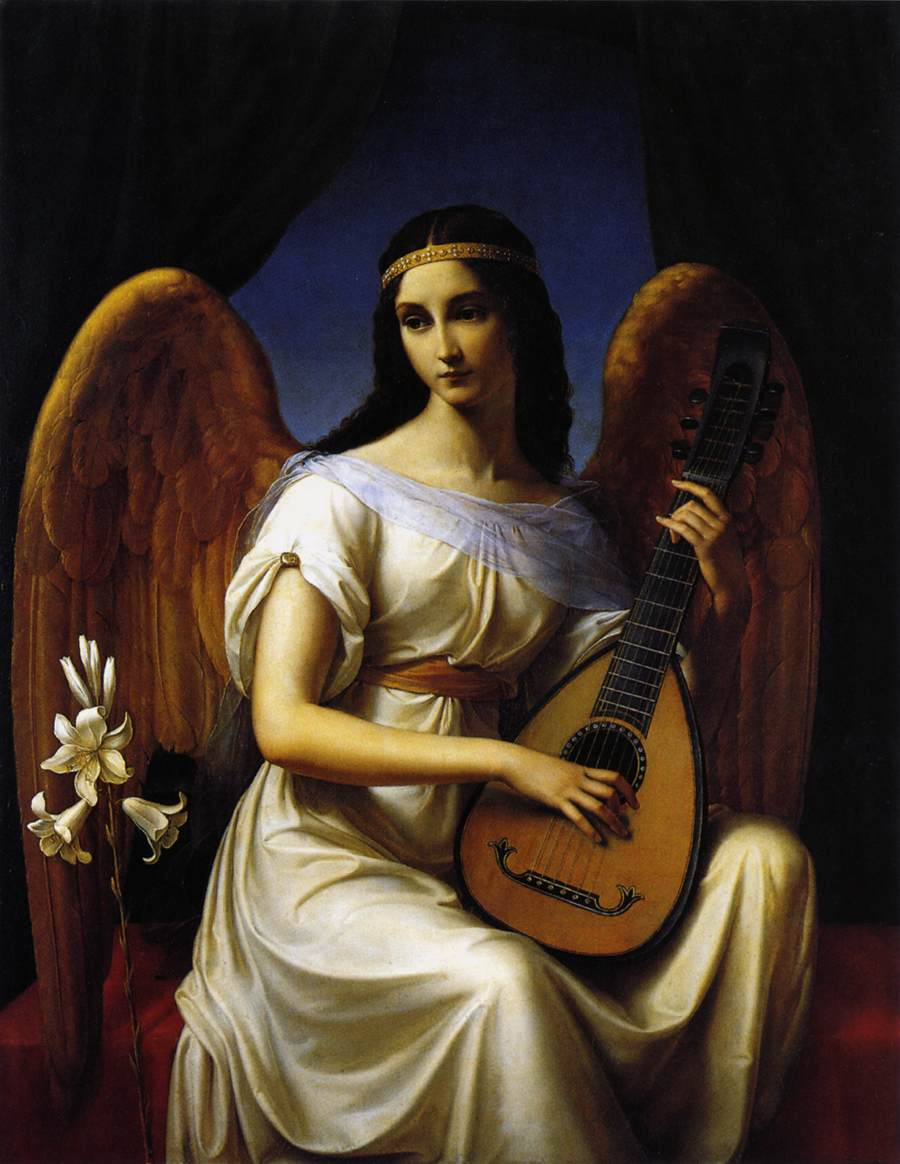
Mignon na obraze Friedricha Wilhelma Schadowa z roku 1828

Vilém se snaží najít matku pro Felixe a požádá o ruku přítelkyni Natálie Terezu. Ta jeho nabídku přijme. Když se s Vilémem obejmou, Mignon, která trpí srdeční chorobou, nemůže snést pohled na Viléma, kterého miluje, v objetí jiné ženy, zhroutí se na zem a zemře. Jejího pohřbu se zúčastní také italský markýz Cipriani, který přijel k Lothariovi a Natálii na návštěvu. Markýz pozná v mrtvé Mignon svou neteř, která byla unesena cirkusovými kejklíři. Byla to dcera jeho bratra Augustina a jejich sestry Speraty, se kterou se Augustin nevědomky oženil. Po tomto zjištění se jeho duševní zdraví zhoršovalo, žil v klášteře, klid nacházel pouze ve hře na harfu a nakonec zmizel někde v Německu. Všichni jsou přesvědčení, že Augustin a harfeník je jedna a tatáž osoba. Harfeník Augustin se také později ve společnosti znovu objeví a zdá se, že je vyléčen ze svého šílenství. Stalo se to díky tomu, že si přivlastnil lahvičku opia, kterým mohl kdykoliv ukončit svůj život, což mu dalo sílu se vyrovnat se svým neštěstím. Je také vysvětleno, proč má neustále strach z Felixe. Za svého pobytu v klášteře ho totiž pronásledovalo hrozivé zjevení. Kdykoliv se v noci probudil, stál u jeho postele krásný chlapec a ohrožoval ho obnaženým nožem.
Jednoho dne Augustin vtrhne k Vilémovi a se ztrhanou tváří křičí, že se Felix otrávil. Pak prchne a prořízne si hrdlo břitvou. Je nalezen a zachráněn. Vysvětluje, že Felix zcela určitě vypil mandlové mléko ze sklenice, do které nalil své opium, protože chtěl ukončit svůj život. Pak odešel do zahrady, aby si věc ještě jednou promyslel, a po návratu viděl, jak Felix do sklenice dolévá mléko. Brzy se zjistí, že chlapec však pil mléko přímo z láhve, takže je zela zdráv. Augustina však druhého dne ráno najdou v posteli mrtvého: předstíral klid, využil nepozornosti svých opatrovníků, rozvázal si potichu obvaz a vykrvácel.
Ze svatby Terezy a Viléma sejde, protože Tereza ve skutečnosti miluje Lotharia a ve sňatku jim brání možné příbuzenství, neboť Lothario měl kdysi krátký poměr s její matkou. Abbé však zjistí, že Tereza není dcerou ženy, která se za její matku vydávala (její manželství bylo bezdětné a proto přijala za vlastní dítě jejího manžela a dívky, co jim vedla domácnost). Teď již Tereze a Lothariovi nic ve svatbě nebrání, ale Tereza jí podmíní tím, že se Vilém ožení s Natálií, protože ví, že se oba milují. Román tak končí očekáváním dvou svateb v jeden den a Vilémovými slovy, že dosáhl štěstí, kterého si nezasloužil a které by nevyměnil za nic na světě.

## Postavy románu
- abbé, duchovní otec tajné Společnosti věže, rozvážný a přemýšlivý muž.
- Augustin známý pod jménem harfeník, pološílený stařec, otec Mignon.
- Aurelie, mladá herečka, sestra divadelníka Serla. Je zamilovaná do Lotharia a stará se o Felixe, protože si myslí, že je to jeho syn. Je dlouhodobě nemocná a umírá.
- Cipriani, italský markýz, bratr Augustina a strýc Mignon.
- Felix, nemanželský syn Mariany a Viléma, který je po smrti Mariany vychováván Aurelií.
- Filina, rozverná herečka, byla zamilována do Viléma a tajně s ním strávila noc.
- hraběnka, sestra Natálie a Lotharia
- Jarno, člen společnosti věže, důvěrník a Vilémův přítel, který jej přesvědčuje, aby zanechal divadla.
- Lothario, významný člen Společnosti věže zamilovaný do Terezy, přítelkyně jeho sestry Natálie, se kterou se nakonec ožení.
- Mariana, mladá herečka a milenka Viléma Meistera, matka jeho syna Felixe.
- Mignon, záhadná androgydní dívka, dcera harfeníka Augustina a jeho sestry, se kterou se nevědomky oženil. Miluje Viléma a je na něho tak citově fixovaná, že nesnese jeho objetí s jinou ženou a její slabé srdce to nevydrží.
- Vilém Meister - mladý muž snažící se původně najít smysl života v divadle, ale pod lvem členů tajné Společnosti věže a dalších okolností se vrátí ke skutečnému, společnosti prospěšnému životu.
- Natálie, členka Společnosti věže a sestra Lotharia. Provdá se za Viléma, který ji miluje.
- Serlo, divadelník a bratr Aurelie.
- Tereza, přítelkyně Natálie, měla se provdat za Viléma, ale nakonec se vdala Lotharia.
- Werner, Vilémův přítel a později švagr, úspěšný obchodník zajímající se prakticky jen o to, co souvisí s obchodem.

## Adaptace

### Hudba
- V raných vydáních románu se básně objevovaly doplněné notovými záznamy od německého hudebního skladatele Johanna Friedricha Reichardta.[8]
- Rakouský hudební skladatel Franz Schubert zhudebnil roku 1815 báseň Kennst du das Land? (Znáš onu zem?), v roce 1816 zkomponoval podle druhé knihy románu skladby Wer sich der Einsamkeit ergibt, Wer nie sein Brot mit Tränen aß a An die Türen will ich schleichen, jako písně harfeníka Augustina a roku 1826 vytvořil dílo Lied der Mignon.[9]
- Roku 1849 složil německý hudební skladatel Robert Schumann písňový cyklus Lieder und Gesänge aus 'Wilhelm Meister.[10]
- Roku 1866 byla uvedena v Komické opeře v Paříži opera francoutského skladatele Ambroise Thomase Mignon, jejíž libreto na motivy Goethova románu napsali Jules Barbier a Michel Carré.[11]
- Roku 1869 složil ruský skladatel Petr Iljič Čajkovskij cyklus písní Šest romancí (Шесть романсов), ve kterém šestá je zhudebněním písně Nur wer die Sehnsucht kennt (Jen ten, kdo touhu zná), kterou zpívá Mignon ve čtvrté knize románu (do ruštiny píseň pod názvem Нет, только тот, кто знал přeložil Lev Alexandrovič Mej).[12]
- Kolem roku 1891 složil rakouský skladatel Hugo Wolf cyklus písní Goethe Lieder obsahující mimo jiné písně inspirované Goethoým románem.[13]

### Film
- Mignon (1915), americký němý film, režie Alexander E. Beyfuss, děj je natočen podle opery Mignon od Ambroise Thomase.
- Mignon (1919), italský němý film, režie Mario Gargiulo, děj je natočen podle opery Mignon od Ambroise Thomase.
- Falsche Bewegung (1975, Falešný pohyb), západoněmecký film, volná adaptace románu, scénář Peter Handke, režie Wim Wenders.
- Wilhelm Meisters Lehrjahre(1978, Viléma Meistera léta učednická), západoněmecký televizní film, režie Michael Mrakitsch.
- Wilhelm Meisters theatralische Sendung (1982, Viléma Meistera divadelní poslání), východoněmecký dvoudílný televizní film, režie Celino Bleiweiß.
- Mignon (1996), francouzská filmová adaptace opery Ambroise Thomase, režie Pierre Jourdan.

### Audio
- Wilhelm Meisters Lehrjahre (Viléma Meistera léta učednická), audiokniha (26 hodin, 27 minut), Oldenburg: Vorleser Schmidt Hörbuchverlag 2012, čte Hans Jochim Schmidt.[14]
- Viléma Meistera léta učednická, Český rozhlas 2016, dvanáctidílná četba na pokračování, připravila Alena Heroutová, překlad Vojtěch Jirát a Erik Adolf Saudek, čte Jiří Hromada, režie Vlado Rusko.[15]

## Česká vydání
- Viléma Meistera léta učednická. Praha: František Borový 1928-1929, přeložili Vojtěch Jirát a Erik Adolf Saudek. dva díly.
- Viléma Meistera léta učednická. Praha: SNKLHU 1958, přeložili Vojtěch Jirát a Erik Adolf Saudek.
- Viléma Meistera léta tovaryšská aneb Odříkání; Viléma Meistera divadelní poslání, Praha: SNKLU 1961, přeložila Kamila Jiroudková.
- Viléma Meistera divadelní poslání, Praha: Městská knihovna v Praze 2018, přeložila Kamila Jiroudková, elektronická kniha.
- Viléma Meistera léta učednická, Praha: Městská knihovna v Praze 2018, přeložili Vojtěch Jirát a Erik Adolf Saudek, elektronická kniha.